# Регістан (Самарканд)
Регістан (узб. Registon, досл. «місце, вкрите піском»; від перс. ریگ, трансліт. rag — «пісок» + перська ستان, трансліт. stān — «місце») — назва головних площ у містах Центральної Азії. Найвідомішою є площа Регістан у центрі Самарканду завдяки розташованому на ній знаменитому архітектурному ансамблю XV—XVII століть, центром якого є медресе Улугбека (1417—1420 р.), медресе Шердор (1619—1636 р.) та медресе Тілля-Карі (1646—1660 р.).

## Історія
У період правління Тамерлана Регістан був міською площею, війська Тамерлана відправляючись в походи, збиралися перед виступом з міста на цій площі. Онук Тамерлана Улугбек, який був відомим вченим, в період свого правління змінив призначення цієї площі. Площа стала символом науки. У 1417 Улугбек почав тут будівництво медресе, що носить його ім'я. У 1420 році будівництво медресе було завершено і площа стала центром науки. Вища духовний заклад, своєрідний університет середньовіччя — медресе Улугбека спочатку мало 50 худжркелей, в яких проживало понад сто студентів, що навчаються в медресе. Серед них, за переказами, жив і навчався знаменитий таджицький поет Джамі. Існують відомості, що в медресе читав курс математики сам Улугбек.
Ансамбль із трьох медресе є унікальним прикладом мистецтва містобудування і чудовим зразком архітектурного оформлення головної площі міста. У 2001 році цей ансамбль разом з іншими древніми будівлями Самарканду був включений в список Всесвітньої спадщини ЮНЕСКО

## Галерея
| Медресе Шердор (1869-1870) | Медресе Тілля-Карі | Медресе. Деталі орнаменту |
| Медресе Улугбек.           | Медресе Тілля-Карі | Медресе Шердор.           |